# Xinjin, Chongqing
Xinjin (kinesiska: 新津) är en socken i sydvästra Kina. Den ligger i Yunyang härad i storstadsområdet Chongqing, omkring 270 kilometer nordost om det centrala stadsdistriktet Yuzhong.